# Textus receptus

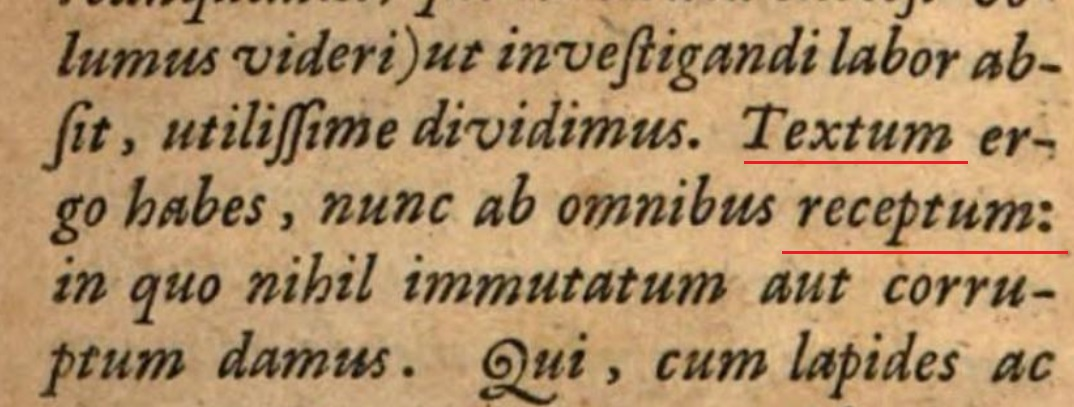
"Tekst, który masz, jest teraz przez wszystkich przyjęty": Elzevir 1633.

Textus receptus (z łac. tekst przyjęty) – tekst grecki Nowego Testamentu obecny w drukowanych wydaniach XVI–XVII wieku.
Ustalony został w oparciu o późne rękopisy reprezentujące bizantyjską tradycję tekstualną, ale ze względu na drobne naleciałości tekstu cezarejskiego, Wulgaty oraz tekstu zachodniego nie jest klasycznym tekstem bizantyjskim. Niektóre jego warianty pochodzą z Wulgaty i nigdy nie były obecne w tekście greckim.
Textus receptus był podstawą przekładów Biblii z języków oryginalnych do wieku XIX. W końcu XIX wieku jego rola w tłumaczeniach zaczęła maleć na rzecz tekstu aleksandryjskiego, który odtąd jest standardowym oparciem dla wydań greckiego tekstu Nowego Testamentu.
Textus Receptus przez zwolenników tego zbioru bywa nazywany „tekstem większości”, co mylnie utożsamia go z tekstem bizantyjskim (tj. tekstem większościowym), na którym się opiera.

## Wydania poprzedzające Textus receptus
Pierwszą wydaną drukiem książką była Wulgata, tzw. Biblia Gutenberga (1452–1456). W ciągu następnych pięćdziesięciu lat ukazało się co najmniej sto drukowanych wydań łacińskiej Biblii. Wydano też hebrajski Stary Testament, a do roku 1500 wydano całą Biblię w kilku językach europejskich: czeskim, francuskim, niemieckim, holenderskim i włoskim.
W 1502 roku, z inicjatywy kardynała Francisco Jiméneza de Cisneros (1437–1517), biskupa Toledo, przystąpiono w Alcalá (łac. Complutum) w Hiszpanii do przygotowania wydania Biblii wielojęzycznej (tekst hebrajski, aramejski, grecki i łaciński). Grecki tekst Nowego Testamentu ukończony został w 1514 roku, ale ponieważ przewidziany był jako piąty tom większego dzieła, musiał zaczekać aż ukończone zostaną cztery pierwsze tomy. Całość ukończona została w 1517 roku, ale dopiero w 1520 roku Biblia Complutensis uzyskała aprobatę papieża Leona X, do obiegu zaś weszła dopiero w 1522 roku. Nie odegrała jednak większej roli, pozostając w cieniu tekstu przygotowanego przez Erazma, choć została wykorzystana przez Stefanusa.

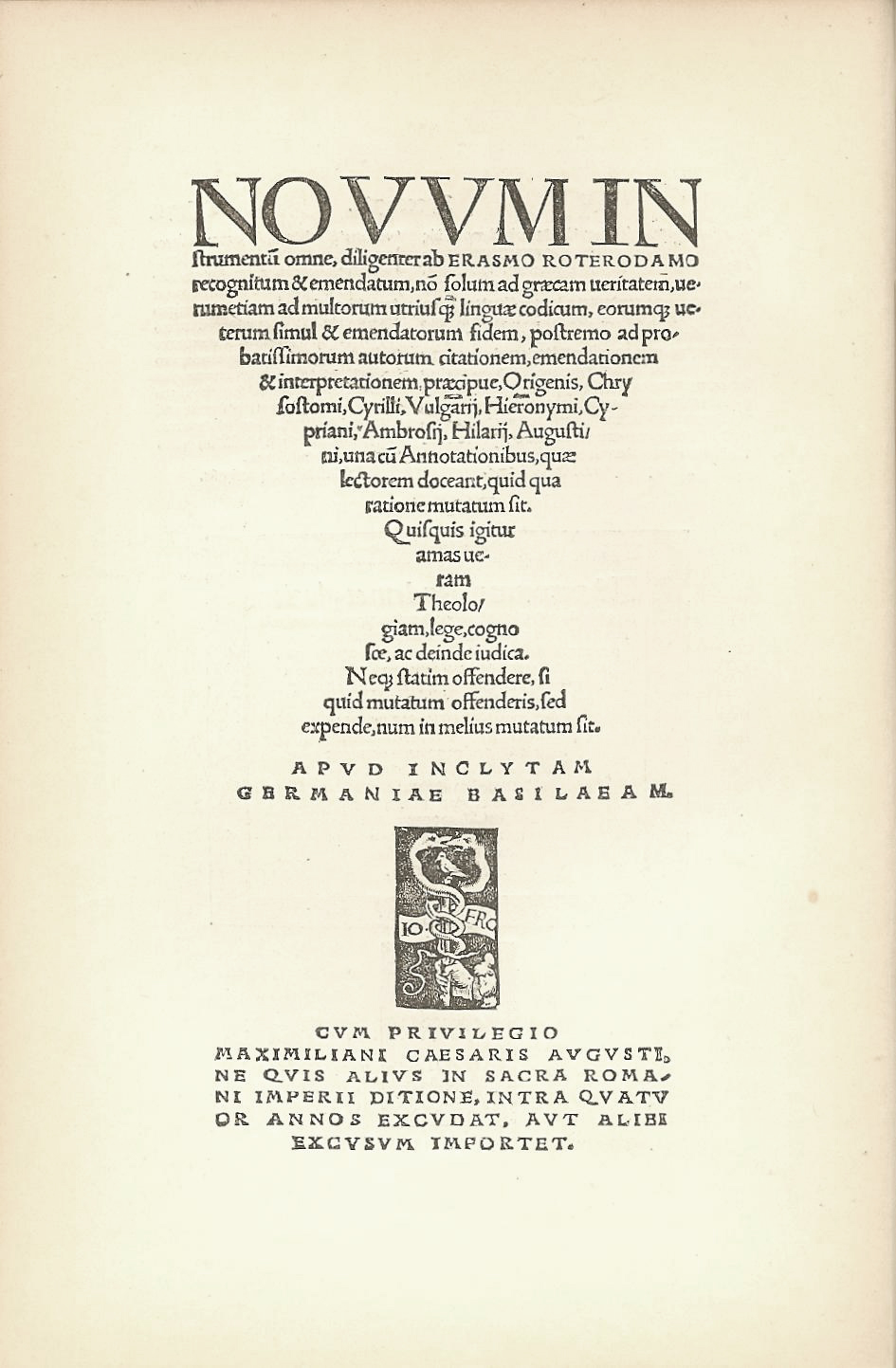
Pierwsza strona Nowego Testamentu Erazma

## Tekst Erazma z Rotterdamu
Na wieść o pracach nad wydaniem greckiego Nowego Testamentu, Jan Frobeniusz (1460–1527), drukarz z Bazylei, uprosił Erazma z Rotterdamu (1469–1536), by ten przygotował do druku grecki tekst Nowego Testamentu. Propozycja złożona została w kwietniu 1515 roku, Erazm ją przyjął i już w lutym 1516 roku ukazało się pierwsze jego wydanie greckiego Nowego Testamentu. Erazm posłużył się sześcioma lub siedmioma rękopisami z XII i XIII wieku (1, 1rK, 2e, 2ap, 4ap, 7 i 817), pięć z nich reprezentowało tekst bizantyjski (z wyjątkiem minuskułu 1eap, reprezentującego tekst cezarejski i pochodzący z XI wieku). Rękopisy te pożyczył od kaznodziejów zakonnych w Bazylei (zakonu dominikanów). W Bazylei znajdował się w tym czasie Kodeks Bazylejski E (07), pochodzący z VIII wieku, Erazm jednak nie dotarł doń. Tekst Apokalipsy Erazm opracował wyłącznie na podstawie jednego tylko, pożyczonego od Reuchlina rękopisu (1r – zawiera tylko komentarz do Apokalipsy), kończącego się na 22,15 i mającego kilkanaście krótkich luk w środku księgi. Również i w innych księgach Nowego Testamentu, np. w Dziejach, znajdowały się krótkie luki. Ostatnie sześć wierszy oraz pozostałe brakujące luki przełożył z Wulgaty – Erazm nigdy do tego się nie przyznał – i tym samym stworzył nowe warianty tekstowe nie występujące w żadnych greckich rękopisach. Tekst Ewangelii przygotowany został w oparciu o dwa rękopisy (przede wszystkim minuskuł 2). Korzystał z cytatów Ojców Kościoła. Erazm nie zadał więc sobie trudu, by dotrzeć do najlepszych rękopisów, zgromadzone przezeń rękopisy nie przekazywały nawet pełnego tekstu Nowego Testamentu.

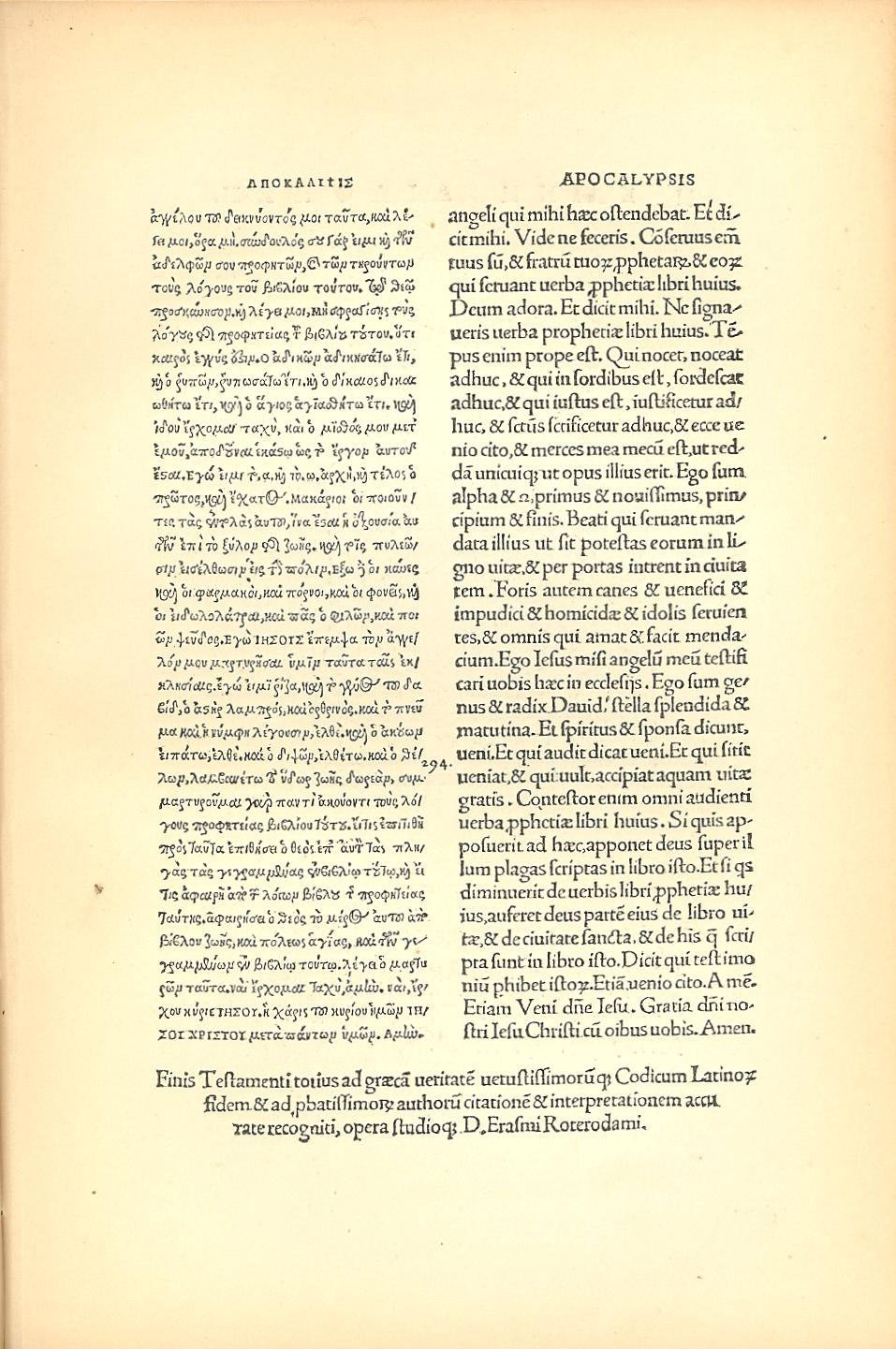
Ostatnia strona erazmiańskiego Nowego Testamentu (Ap 22,8-21)

Tekst erazmiański, pomimo iż został przygotowany pośpiesznie i niedbale, spotkał się z nader życzliwym przyjęciem, szybko uzyskał aprobatę papieża Leona X (1475–1521). Do sukcesu erazmiańskiego tekstu greckiego przyczynił się prawdopodobnie przekład łaciński, dobrze przygotowany, lepszy od Wulgaty zarówno pod względem literackim, jak i wierności grece. Sądzono więc, że tekst grecki jest nie mniej dobry. Humanistom i osobom świeckim podobało się odejście od Wulgaty, podczas gdy przedstawiciele Kościoła początkowo nie przywiązywali do tego większej wagi. Wkrótce został wydany po raz drugi w 1519 roku. W drugim wydaniu wykorzystany został nowy rękopis, minuskuł 3. Tym wydaniem posłużył się Luter do swego przekładu.
Najpierw zarzuty padały niemal wyłącznie w odniesieniu do not filologicznych, zarzucano, że są nieprawowierne z punktu widzenia dogmatu katolickiego, sam jednak Kościół zaprzątnięty był w tym czasie innymi problemami. Noty filologiczne skrytykowane zostały jedynie przez teologów z Cambridge i przed nimi Erazm się tłumaczył. Jedyny, postawiony w odniesieniu do tekstu greckiego zarzut, dotyczył braku Comma Johanneum w 1 J 5,7 (Stunica). Erazm odpowiedział, że nie znalazł tego w żadnym greckim rękopisie, ale gdyby rękopis taki został odnaleziony, to natychmiast go wykorzysta. Wkrótce po tym oświadczeniu znalazł się taki rękopis (Codex Montfortianus). Erazm dotrzymał obietnicy i wykorzystał go w wydaniu z roku 1522, jednak w Annotationes wyraził swoje wątpliwości, co do autentyczności tego tekstu. Wkrótce po tym wydaniu, ukazała się Poliglota kompluteńska. Była staranniej przygotowana, ale nie spotkała się z równie dobrym uznaniem jak tekst Erazma. Erazm wykorzystał ją do poprawienia swego tekstu, przede wszystkim tekstu Apokalipsy. Kolejne udoskonalone wydania erazmiańskiego tekstu ukazały się w 1527 i 1535 roku. Nie odegrały one już jednak żadnej roli w historii tekstu Nowego Testamentu, ponieważ wszystkie następne wydania greckiego tekstu Nowego Testamentu oraz jego przekłady bazowały na trzecim wydaniu z roku 1522. W latach 1521–1534 Erazm wdał się w korespondencję z prefektami Biblioteki Watykańskiej, najpierw Bombastiusem, następnie Sepulvedą, dotyczyła ona niezgodności jego tekstu z Wulgatą. Dyskusja ta nie miała już żadnego wpływu na dalszą historię drukowanego tekstu NT.

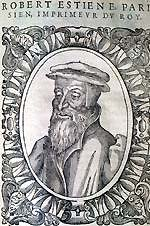
Robert Stefanus

## Trzecie wydanie Stefanusa

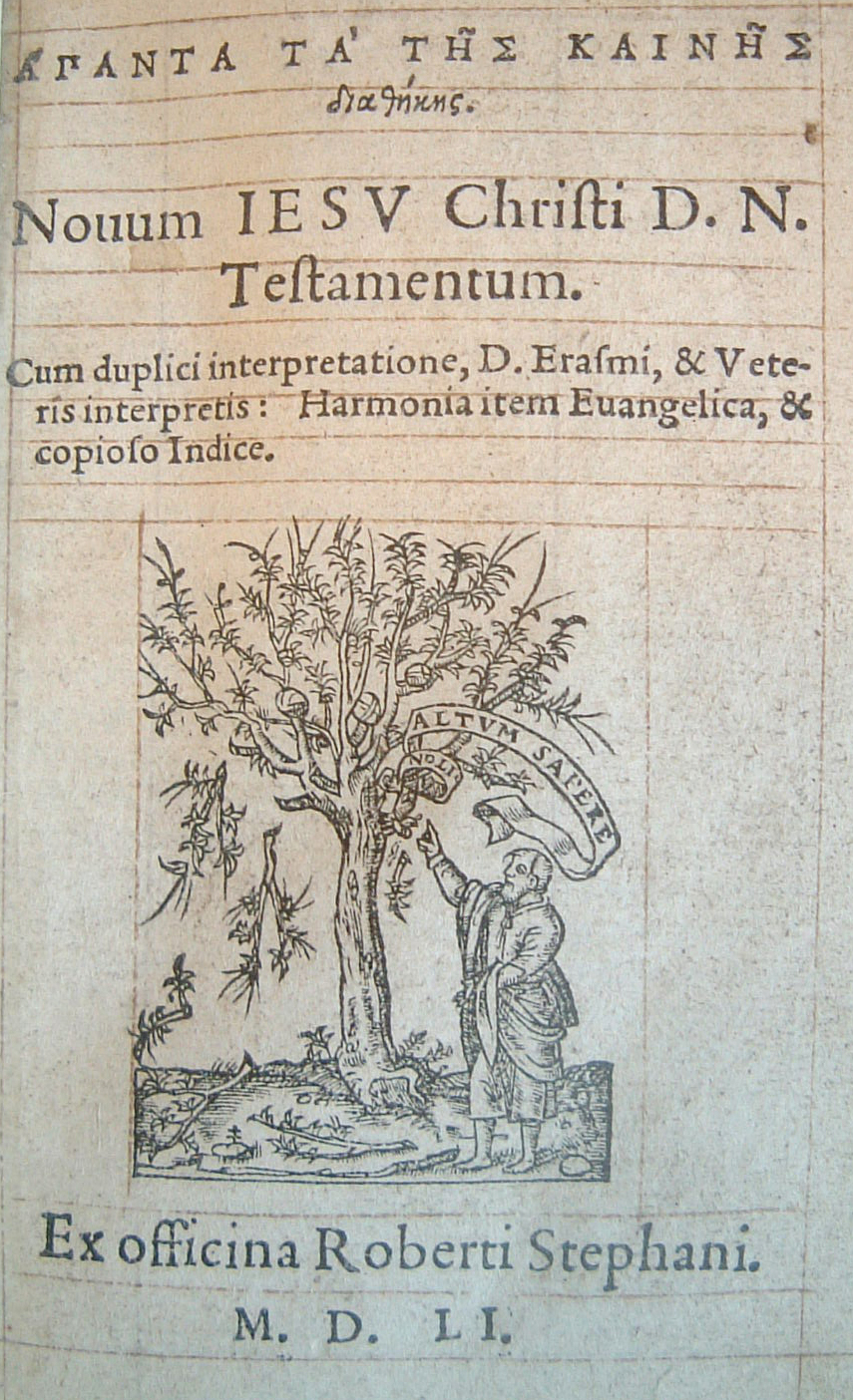
4. wydanie NT Stefanusa

Na podstawie tekstu Erazma porównanego z tekstem Poligloty wydanym w Alcalá oraz 15 rękopisami, Robert Stefanus (Estienne, 1503–1559), opublikował cztery wydania greckiego Nowego Testamentu (1546, 1549, 1550, 1551). Wprowadził drobne ulepszenia tekstu Erazma. Wykorzystał m.in. Kodeks Bezy, którego wykaz niektórych wariantów tekstowych otrzymał od „przyjaciół z Włoch”. Dodał np. w Łukaszu wiersz 17,36, nieobecny w tekście erazmiańskim, występujący natomiast w Kodeksie Bezy i kilku innych późnych rękopisach. W taki sposób do Textus receptus przeniknęły niektóre warianty tekstu zachodniego. Wydanie trzecie, znane jako Editio regia, opatrzone zostało w aparat krytyczny, w którym uwzględnionych zostało piętnaście rękopisów. Był to pierwszy krok w stronę naukowej krytyki tekstu. W czwartym wydaniu dokonany został podział ksiąg biblijnych na rozdziały i wiersze. System ten jest stosowany po dziś dzień we wszystkich wydaniach Biblii.
Trzecie wydanie Stefanusa (z 1550 roku), wznowił dziewięciokrotnie Teodor Beza (1519–1605), w latach 1565–1604. Tekst Bezy tylko nieznacznie różni się od tekstu Erazma i jest to dziwne, bo Beza był w posiadaniu rękopisów z V wieku. Wykorzystał je natomiast w aparacie krytycznym, stanowionym przez 17 świadków tekstu Nowego Testamentu (wydanie drugie z 1576 roku), wśród których znajdowała się Poliglota kompluteńska, Kodeks z Clermont, Kodeks Bezy, który reprezentowany był dwukrotnie (po raz drugi jako β Stefanusa) oraz syryjski Nowy Testament, wydany przez Immanuela Tremelliusa w 1569 roku. Wydania Bezy przyczyniły się do popularyzacji tekstu ustalonego przez Stefanusa. Trzecie wydanie Bezy zostało wykorzystane w King James Version.

## Utrwalenie Textus receptus
W XVII wieku Bonawentura i Abraham Elzevir z Lejdy siedmiokrotnie wznowili pierwsze wydanie Teodora Bezy (1624, 1633, 1641, 1656, 1662, 1670, 1678). Bracia Elzevierowie uwzględnili także wydanie Erazma i Roberta Stefanusa. Wydanie z 1633 roku różniło się względem wydania z 1624 w kilkuset miejscach, ale tylko dwanaście zmian było znaczących. Zmiany te zbliżyły tekst do Poligloty kompluteńskiej.
W przedmowie do wydania z 1633 roku napisano: Textum ergo habes, nunc ab omnibus receptum: in quo nihil immutatum aut corruptum damus (Tekst, który masz, jest teraz przez wszystkich przyjęty, w którym niczego nie zmieniliśmy ani nie uszkodziliśmy). Stąd przyjął się termin textus receptus (tekst przyjęty). Textus receptus stał się standardem tekstu greckiego Nowego Testamentu i dominował w Europie do roku 1881, kiedy ukazało się krytyczne wydanie Westcotta i Horta.

## Krytyka Textus receptus
Krytyczne badania rozpoczęli Brian Walton (1600–1661) w Anglii, który posiłkował się Kodeksem Aleksandryjskim oraz Richard Simon (1638–1712) we Francji. John Mill (1645–1707), zgromadził warianty tekstowe z 82 greckich rękopisów, wczesnych przekładów, cytaty Ojców Kościoła oraz 32 wydania drukiem Nowego Testamentu. W swoim wydaniu NT – Novum Testamentum Graecum, cum lectionibus variantibus MSS (Oxford 1707) – przedrukował niezmieniony tekst Stefanusa z 1550 roku, natomiast w indeksie sporządził wykaz 3041 wierszy, przy których wyliczył 30 tysięcy wariantów tekstowych. Nie miało to szerszego oddźwięku społecznego poza wąskim kręgiem biblistów.

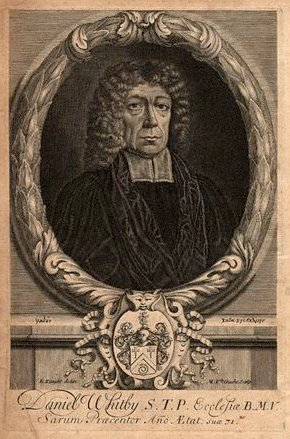
Daniel Whitby, portret z ok. 1708 r.

Zaraz po ukazaniu się dzieła Milla, Daniel Whitby (1638–1725), zaatakował je z wielką zajadłością. Uznał, że autorytet Pisma Świętego został zagrożony, przez 30 tysięcy wariantów tekstowych Milla. Whitby utrzymywał, że każde słowo drukowanych NT jest dokładnie to samo, co w oryginalnych pismach. Utrzymywał, że w każdym miejscu NT należy bronić Textus receptus. I taki był początek obrony Textus receptus, która trwa po dziś dzień, a wiodącą rolę odgrywa w niej Ruch „Tylko Król Jakub”.
Johann Albrecht Bengel (1687–1752), jeszcze jako student w Tybindze przejął się 30 tysiącami wariantów Milla. W 1734 roku wydał grecki tekst NT, który był krokiem w stronę nowoczesnej krytyki tekstu. Zaproponował podział rękopisów na rodziny, plemiona i nacje. Bengel był zwolennikiem lekcji trudniejszych (lectio difficilior potior).
Johann Jakob Wettstein (1693–1754) z Bazylei, wydał w 1731 roku Prolegomena ad Novi Testamenti Graeci, którego tekst różnił się od Textus receptus.
Johann Jakob Griesbach (1745–1812) podzielił rękopisy na trzy grupy i był zdania, że żaden rękopis nie reprezentuje swej rodziny w czystej formie. Wettstein i Griesbach zarzucali, że na kształt textus receptus wpłynęły dogmaty, czego najbardziej wymownym przykładem jest Comma Johanneum z 1 J 5, 7. Griesbach przy doborze wariantów tekstowych był zwolennikiem lekcji krótszych (lectio brevior potior).
Karl Lachmann (1793–1851), w wydaniu z roku 1831 , bez szczegółowych wyjaśnień, całkowicie porzucił Textus receptus i zastąpił go tekstem aleksandryjskim. Podjął się ustalenia tekstu, jaki funkcjonował około 380 roku.
Dalsze badania prowadzili: Christofer Wordsworth (1807–1885), Konstantin von Tischendorf (1815–1874), Samuel Prideaux Tregelles (1813–1875) i F.H.A. Scrivener (1813–1891). Tregelles bazował tylko na wczesnych rękopisach . Tischendorf w siódmym wydaniu zawarł tekst bliższy dla Textus receptus niż dla tekstu Lachmanna, ale w Editio octava critica maior (1869–1874) bazuje już na Kodeksie Synajskim.
Scrivener wyliczył w Ewangeliach około 20 odejść od tekstu bizantyjskiego. Według spostrzeżeń tego biblisty Textus receptus w Mateuszu 22,28; 23,25; 27,52; 28,3.4.19.20; Marku 7,18.19.26; 10,1; 12,22; 15,46; Łukaszu 1,16.61; 2,43; 9,1.15; 11,49; Janie 1,28; 10,8; 13,20 przekazuje tekst zgodnie z minuskułem 1, który reprezentuje tekst cezarejski, a nie bizantyjski. Scrivener zauważył też, że ostatnie sześć wierszy Apokalipsy pochodzi z Wulgaty, ponadto Jan 8,6; Dz 9,6 i Ap 17,4.8 również opierają się na Wulgacie.

## Porzucenie Textus receptus
Brooke Foss Westcott (1825–1901) i Fenton John Anthony Hort (1828–1892) podzielili zgromadzone przez Tischendorfa świadectwa tekstu Nowego Testamentu na cztery rodziny i w oparciu o Kodeks Watykański oraz Kodeks Synajski wydali: The New Testament in the Original Greek, New York: Harper & Brothers, 1881. Rok 1881 był końcem dominacji Textus receptus. Daniel B. Wallace wyliczył w całym Nowym Testamencie 1838 odejść od tekstu bizantyjskiego, z których 1005 ma wpływ na treść przekładu. Pochodzą one albo z minuskułu 1, albo z Wulgaty, albo z Kodeksu Bezy, wprowadzonych do Textus receptus przez Stefanusa  .
Opinia uczonych na temat Textus receptus jest jednoznaczna: oparty został na późnych mało wartościowych rękopisach; w sposobie, w jaki rękopisy te zostały wykorzystane, nie było żadnej metody i tym samym Textus receptus nie ma żadnej wartości naukowej. Najbardziej dobitnymi przykładami różnic tekstu bizantyjskiego względem Textus receptus są: Łk 17,36; Dz 8,37 i Comma Johanneum .
Maurice A. Robinson, który jest zwolennikiem tekstu bizantyjskiego i który mylnie bywa czasem zaliczany do obrońców Textus receptus stwierdził, że Textus receptus nie powinien być łączony z tekstem większości.

## Obrona textus receptus
John William Burgon, jeden z głównych obrońców Textus receptus, przyznawał, że niezbędna jest jego korekta. Odrzucić należy Comma Johanneum, sześć ostatnich wierszy Apokalipsy i dokonać szeregu innych poprawek w poszczególnych księgach NT, które przybliżą ich tekst do tekstu większości rękopisów. Zaproponował 150 poprawek w samej tylko Ewangelii Mateusza. Podobne stanowisko prezentował Edward Miller. Nie znalazło to posłuchu u zwolenników Textus receptus, którzy nie chcą dokonywać żadnych zmian. Edward Hills był zdania, że Textus receptus jest najbliższy dla greckich autografów, odrzucał też tekst większości w tych przypadkach, gdy nie zgadza się z Textus receptus. Uważał, że Erazm był inspirowany przez Boga wtedy, gdy korzystał z łacińskiej Wulgaty i wprowadzał jej lekcje do tekstu greckiego, wierzył nawet w autentyczność Comma Johanneum.
Od nazwiska Burgona utworzono Dean Burgon Society, które skupia zwolenników Textus receptus. Obecnie na czele stowarzyszenia stoi D.A. Waite, jego książki nie prezentują akademickiego poziomu (Peszitta miała powstać ok. 150 roku, papirusy z II wieku oraz Ireneusz z Lyonu potwierdzać mają Textus receptus, itd.). Zwolennicy Textus receptus skupieni są także w ruchu „Tylko Król Jakub”.